# Подорож у таємницю (Локі)
«По́дорож у таємни́цю» (англ. Journey into Mystery) — п'ятий епізод першого сезону американського телесеріалу «Локі», заснованого на однойменному персонажа Marvel Comics. У цьому епізоді альтернативна версія персонажа застрягла серед інших місцевих Локі, і він намагається втекти з полонила його Порожнечі. Дія епізоду відбувається в Кіновсесвіту Marvel (КВМ), і він безпосередньо пов'язаний з фільмами франшизи. Сценарій до нього написав Том Кауффман, а режисеркою стала Кейт Геррон.
Том Гіддлстон знову виконує роль Локі із серії фільмів, і головні ролі також виконують Софія Ді Мартіно, Ґуґу Мбата-Роу, Вунмі Мосаку, Джек Віл, ДеОбія Опарей, Тара Стронґ, Річард Е. Ґрант і Овен Вілсон. Геррон приєдналася до серіалу в серпні 2019 року. Зйомки проходили на Pinewood Atlanta Studios і в мегаполісі Атланти.
«Подорож у таємницю» була випущено на Disney+ 7 липня 2021 року.

## Сюжет
Сільві дізнається від судді Управління часовими змінами (УЧЗ) Равонни Ренслеєр, що Локі перемістився в Порожнечу, вимір в кінці Часу, куди скидається все, що видаляє УЧЗ.
Тим часом Локі дізнається від чотирьох часових варіантів самого себе — хвалькувато Локі, класичного Локі, дитину Локі і алігатора Локі — що схожа на хмару істота на ім'я «Аліот» охороняє Порожнечу і нікому не дає втекти. У спробі дістатися до Локі Сільві видаляє себе і ледве рятується від Аліота за допомогою колишнього члена УЧЗ Мобіуса М. Мобіуса. Хвалькуватий Локі намагається зрадити інших Локі заради окремої групи Локі на чолі з президентом Локі. Однак Локі зраджують один одного, в результаті чого зав'язується бійка і Локі і його союзники-варіанти змушені бігти.
Тим часом, після допиту ув'язненої Мисливиці B-15, Ренслеєр доручає Міс Хвилинці надати їй інформацію про заснування УЧЗ, щоб вона могла зв'язатися з тим, хто створив УЧЗ, перш ніж це зроблять Локі і Сільві. Після возз'єднання з Локі Сільві пропонує план наблизитися до Аліота і зачарувати його в надії, що це приведе їх до справжнього лідера, що стоїть за створенням УЧЗ. Коли Локі направляється до Аліота, Мобіус використовує Темпад, який Сільві вкрала у Ренслеєр, щоб повернутися в УЧЗ, заявивши, що він має намір розкрити правду всім. Він пропонує варіантам Локі піти з ним, але вони відмовляються.
Дитина Локі і алігатор Локі тікають, у той час як класичний Локі створює велику ілюзію Асґарда, щоб відвернути Аліота, жертвуючи собою в процесі. Це дозволяє Локі і Сільві успішно зачарувати істоту і вийти з Порожнечі. Помітивши далеко цитадель, пара прямує до неї.

## Виробництво

### Розробка
До жовтня 2018 року Marvel Studios розробляла міні-серіал за участю Локі (Том Гіддлстон) з фільмів Кіновсесвіту Marvel (КВМ). У листопаді генеральний директор Disney Боб Айґер підтвердив, що «Локі» знаходиться в розробці. У серпні 2019 року Кейт Геррон була найнята в якості режисера серіалу. Геррон і головний сценарист Майкл Волдрон, поряд з Гіддлстон, Кевіном Файґі, Луїсом Д'Еспозіто, Вікторією Алонсо і Стівеном Бруссард стали виконавчими продюсерами. Сценарій до епізоду, який називається «Подорож у таємницю», написав Том Кауффман. Назва збігається з назвою серії коміксів, в якій були представлені Тор і Локі. 

### Сценарій
«Подорож у таємницю» розширює додаткові варіанти Локі — класичний Локі, хвалькуватий Локі, дитина Локі і алігатор Локі — вперше представлені в сцені посеред титрів попереднього епізоду. Гіддлстон назвав це «абсолютно сюрреалістичним і абсолютним задоволенням» досліджувати інші версії персонажів з різними акторами і відчув, що, коли всі вони були разом, це була «свого роду сюрреалістична вечірка», причому Локі Гіддлстон спочатку був самим несхожим на персонажа, ніж інші. Ще до прем'єри серіалу Файґі згадав, що одним з переваг дослідження мультивселенной і «гра з часом» була можливість побачити інші версії персонажів, особливо Локі. 
Передісторія Класичного Локі була задумана після того, як Волдрон задумався над питанням «що якщо» з приводу того, що б сталося, якби Локі пережив свою смерть у фільмі «Месники: Війна нескінченности» (2018). Назвавши передісторію «уявним експериментом», Волдрон додав, що це «просто так сумно» і «трагічно», коли Класичний Локі розуміє, що йому призначено бути одному. Досвід Річарда Е. Ґранта, поміщеного в карантин, щоб приєднатися до виробництва, був «ключем до розуміння того, ким був класичний старий Локі», і дозволив Ґранту «включитися» в мова персонажа, що пояснює його передісторію. Алігатор Локі, оригінальний варіант, створений для серіалу, виник в результаті першої зустрічі Волдрон з Бруссард і со-виконавчим продюсером Кевіном Райтом, мотивуючи своє рішення тим, що він був зеленим; це також тема для обговорення, яку Локі обговорюють в епізоді, намагаючись визначити, чи дійсно Алігатор Локі є Локі. Волдрон пояснив, що можливість варіанту алігатора «така дурна, але в цьому також є повний сенс ... Це просто свого роду неповагу, що в цьому шоу ми граємо чесно і змушуємо глядачів сприймати це всерйоз».
В епізоді представлено безліч пасхалок в порожнечі з коміксів, такі як вертоліт Таноса, Троґ (жаба Тор), вежа Qeng, вежа, пов'язана з Канґом Завойовником, і голова Живого Трибуналу, а також з КВМ, такі як шолом Жовтого шершня, мйольнір, хелікеріер і «Чорна астра». Він також віддає данину поваги кораблю USS Eldridge, Polybius і Ecto Cooler.

### Дизайн
Костюм Президента Локі був натхненний чотирисерійний коміксом «За Локі», в той час як костюм Класичного Локі був натхненний дизайном персонажа в коміксах 1960-их років від Джека Кербі. Ґрант сподівався, щоб костюм був більш м'язистим, що ще більше відповідало б дизайну Кербі. 

### Кастинг
Головні ролі в епізоді виконують Том Гіддлстон (Локі і президент Локі), Софія Ді Мартіно (Сільві), Ґуґу Мбата-Роу (Равона Ренслеєр), Вунмі Мосаку (Мисливиця B-15), Джек Віл (Дитина Локі), ДеОбія Опарей (Хвалькуватий Локі), Тара Стронґ (голос Міс Хвилинки), Річард Е. Ґрант (Класичний Локі) і Овен Вілсон (Мобіус М. Мобіус).:45:07–45:45 Також в епізоді з'являється Ніл Елліс (Мисливець D-90).:46:33 Кріс Гемсворт озвучує Троґа, хоча в титрах він не вказаний.

### Зйомки і візуальні ефекти
Зйомки проходили в павільйонах студії Pinewood Atlanta в Атланті, Джорджія,:9 де режисером стала Геррон, а Отем Дюральд Аркапоу виступила в якості оператора.:2 Натурні зйомки проходили в мегаполісі Атланти. Алігатор Локі був створений за допомогою CGI, і під час зйомок була використана м'яка іграшка-дублер, яка, за словами Геррон, допомагала акторам взаємодіяти з нею. Дизайн Алігатора Локі також кілька разів змінювався, після того як рання версія була більше схожа на мультяшний стиль, який був «досить таки милим». Геррон відчувала, що він став «смішніше і смішніше», оскільки дизайн став більш реалістичним, потрапивши в «солодке містечко», коли він «відчувався справжнім алігаторів, але з трохи веселими рогами». 
Візуальні ефекти були створені компаніями Industrial Light &amp; Magic, Rise, Luma Pictures, Crafty Apes, Cantina Creative, Trixter і Method Studios.:47:45–48:03

### Музика
Починаючи з цього епізоду, композитор Наталі Голт включила в свою партитуру хор з 32 осіб на додаток до інших елементів. 

## Маркетинг
Після виходу епізоду Marvel анонсувала товари, натхненні цим епізодом, в рамках своєї щотижневої акції «Marvel Must Haves» для кожного епізоду серіалу, включаючи фігурки варіантів Локі від Funko Pops, фігурку Президента Локі від Hot Toys Cosbaby, одяг, аксесуари та прикраси. Marvel також випустила рекламний плакат для «Подорожі в таємницю», в якому присутня цитата з епізоду.

## Випуск
«Подорож у таємницю» було випущено на Disney+ 7 липня 2021 року. Короткометражний фільм від «Сімпсонів» «Хороший, Барт і Локі» вийшов разом з епізодом на Disney+, у якому Локі взаємодіє з Бартом Сімпсоном в кросовері, пародіює героїв і лиходіїв КВМ. Гіддлстон знову виконує роль Локі в короткометражці.

## Сприйняття

### Реакція критиків
Агрегатор рецензій Rotten Tomatoes присвоїв епізоду рейтинг 94% із середнім балом 8,07 / 10 на основі 16 відгуків. Консенсус критиків на сайті говорить: «Епічна передостання розважальна поїздка," Подорож в таємницю "вдавлює педаль в підлогу і дозволяє зграйці Локі робити свою справу — особливо сяє Річард Е. Ґрант в прекрасній асгардской формі».
Алан Сепінуолл з «Rolling Stone» сказав, що в серії коміксів «Journey into Mystery» «все було можливо ... що робить його придатним прізвиськом для абсолютно чудового епізоду" Локі ", де те ж саме справедливо». Він заявив, що епізод нагадує серіал «Загублені», і вважав, що зробило «Подорож у таємницю» особливим, так це «те, як він досліджує невикористаний потенціал самого Локі в його багатьох, багатьох варіаціях». Іншими яскравими моментами були обійми між Локі і Мобіус і розширення відносин і зв'язку між Локі і Сільві. Сепінуолл завершив свій огляд, сподіваючись на сильний фінальний епізод, чого, як він зазначив, що не було у випадку з серіалами «ВандаВіжен» і «Сокіл та Зимовий солдат», хоча «Локі» «поки відчувається по-іншому» і «все до цього моменту заслуговує» хорошого кінця. Оцінивши «Подорож у таємницю» на 8 балів з 10, Саймон Карди з IGN сказав, що епізод виконав «відмінну роботу з підтримки темпу, заданого останніми розкриття минулого тижня. Він демонструє вражаючі масштаби, починаючи від приголомшливих апокаліптичних загроз і закінчуючи ніжними моментами персонажів як для нових, так і для повертаються акторів. І хоча це може не просунути загальний сюжет в тій же мірі, що і четвертий епізод, це приємна поїздка і один з найсильніших епізодів "Локі"». Він зазначив, що, хоча у всіх представлених варіантів Локі були свої моменти, класичний Локі Ґранта і «абсурдність Алігатора Локі» справили «особливо сильне враження», а «видатна сцена» полягала в тому, що Локі і Сільві розширювали свої почуття один до одного ; Карди відчував, що Гіддлстон і Ді Мартіно «красиво відіграли момент, привносячи зворушливе почуття людяности». Карди, однак, назвав «ганьбою» те, що Ренслейер все ще була опрацьованим персонажем, враховуючи, що глядачі все ще мало що знали про неї. Завершуючи свій огляд, Карди зазначив, що в заключному епізоді «багато ще належить зробити», і висловив надію, що серіалу «вдасться закінчити на більш сильної ноті [ніж "ВандаВіжен"] і забезпечити такий захоплюючий фінал, якого заслуговує таємниця, переплетена всюди».
Керолайн Сіде з The AV Club заявила, що «Подорож у таємницю» — «приголомшливе видовище. Він доставляє похмуре безглуздий почуття веселощів, гідне його пустотливого головного героя. І це закінчується помітно масштабної сценою дій і захоплюючим кліфгенгер, який приведе нас до фіналу наступного тижня». Вона відчула, що різні варіанти Локі привнесли «бажану іскру» в серіал, розширюючи питання про те, що робить Локі Локі, і вітала повернення питання про свободу волі, який був «найпривабливішою тематичної ниткою сезону». Сіде все таки відчувала, що епізод «намагається зробити занадто багато», кажучи: «У той час як навіжена енергія епізоду підтримує хороший рух, деякі емоційні удари здаються досить стрімкими»; вона сподівалася, що в порожнечі буде проведено більше часу, ніж на Ламентісе-1 в третьому епізоді. На закінчення вона сказала: «Цей епізод забавний, стильний, нешанобливий і орієнтований на персонажа таким чином, що це добре служить серіалу», поставивши епізоду «A-».

### Нагороди
TVLine назвав Ґранта «виконавцем тижня» на тижні 5 липня 2021 роки за свій виступ в цьому епізоді. На сайті говорилося: «Це говорить про якість роботи Ґранта в п'ятому епізоді" Локі ", що, знаючи класичного Локі всього близько 40 хвилин, ми, тим не менш, глибоко емоційно вклалися в його виживання», додавши, що Ґрант «показав таке чудове виступ, на яке міг сподіватися будь-Локі». 